# Dambulla
Dambulla (szingaléz: දඹුල්ල, tamil: தம்புள்ளை) város Srí Lanka területén, Colombótól közúton kb. 160 km-re északkeletre az A6-os főút mentén fekszik. Lakossága kb. 24 ezer, az agglomerációé kb. 70 ezer fő.

## A szikla- és aranytemplom
Az itt található szikla- és aranytemplom 1991 óta az UNESCO kulturális világörökségének része. A buddhisták számára egy szent zarándokhely. Alapítója a Kr. e. 1. században uralkodó Vatta-Gamani Abhája volt. Amikor menekülni kényszerült a Csóla támadás miatt, akkor első menedékhelye a dambullai barlang volt. Miután 14 év elteltével sikerült elűznie a Csólákat, fogadalmának megfelelően megalapította a templomot. A barlangok felett a sziklafalra vésett felirat a templom megalapítása mellett arról is beszámol, hogy a 12. századvégén Nisszankamalla építtette újjá romjaiból. A későbbi évszázadokban többször átépítették a szentélyeket, ez magyarázza, hogy stílusuk nagymértékben eltér egymástól.
A sziklafal alatti hasadékban öt barlangszentélyt alakítottak ki. Falaikat vallási és történelmi témájú festmények díszítik. Sok mű a 16-18. századból származik.
Az első szentély jellegzetessége a nirvánában fekvő Buddhát ábrázoló, 14 méter hosszú szobor. A legnagyobb méretű és legérdekesebb azonban a második szentély. Falait Buddha életének jelenetei borítják, míg a hátsó oldalon levő nagyméretű festmény Duttha Gamani és Elara párharcát ábrázolja. Körben több mint 70 szobor látható, legtöbbjük Buddhát ábrázolja. A harmadik szentélyben a számos Buddha-szobor mellett jellegzetessége az 1001, ugyancsak Buddhát ábrázoló festmény a falakon. A negyedik szentélyben öt szobrot helyeztek el. Az ötödik szentély festményei a késő kandi stílusban készült, élénk színű alkotások.
A barlangok előtti széles teraszon egy kis dagoba és az elmaradhatatlan bó-fa áll. A mellvédről szép kilátás nyílik a környékre.
A sziklatemplomtól lefelé a hegy oldalában található az Arany-templom.

## Sport
Itt található a Lanka Premier League (LPL) nevű Húsz20-as krikettbajnokság egyik klubjának, a Dambulla Sixersnek a székhelye.

## Képek

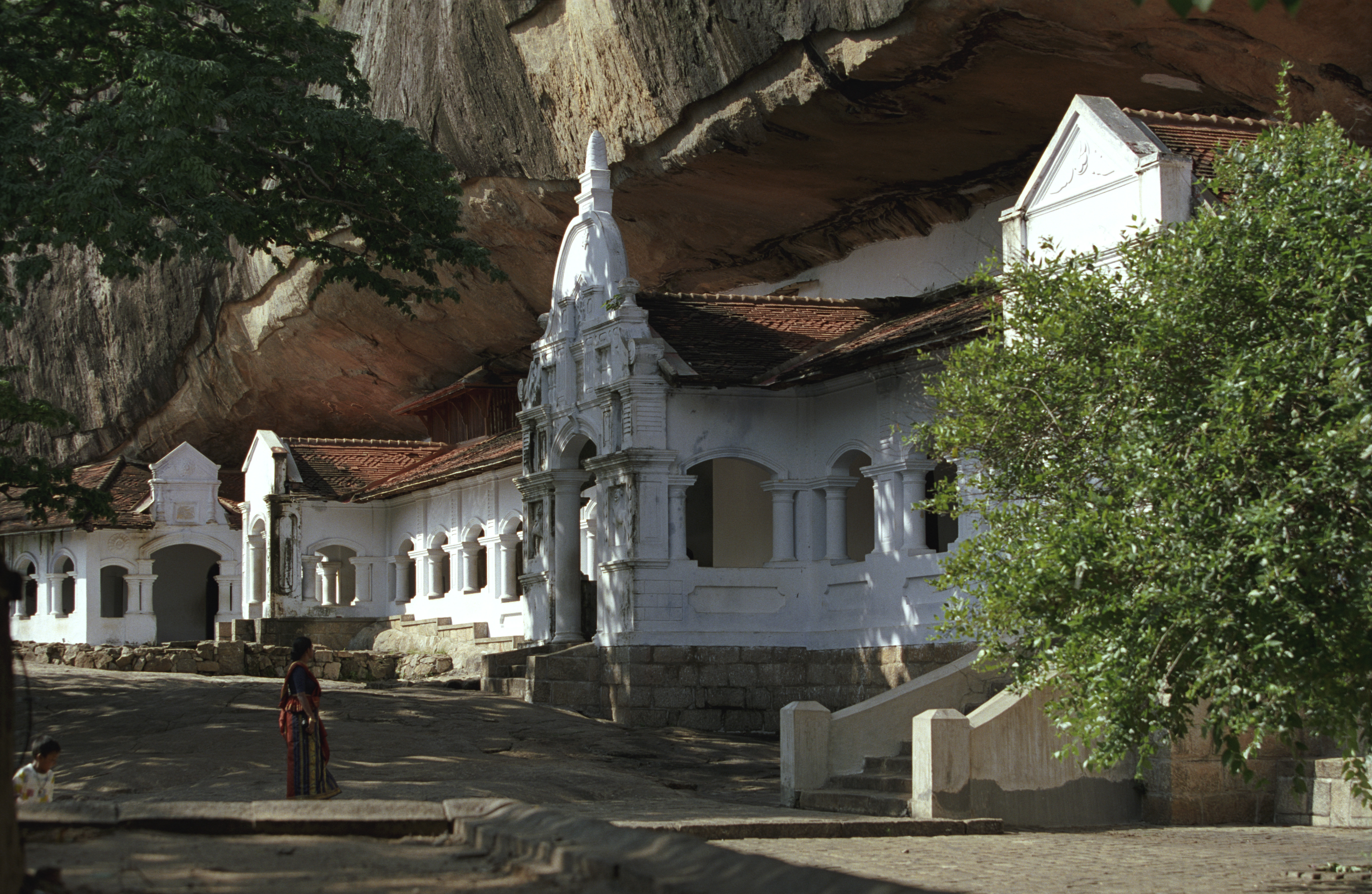
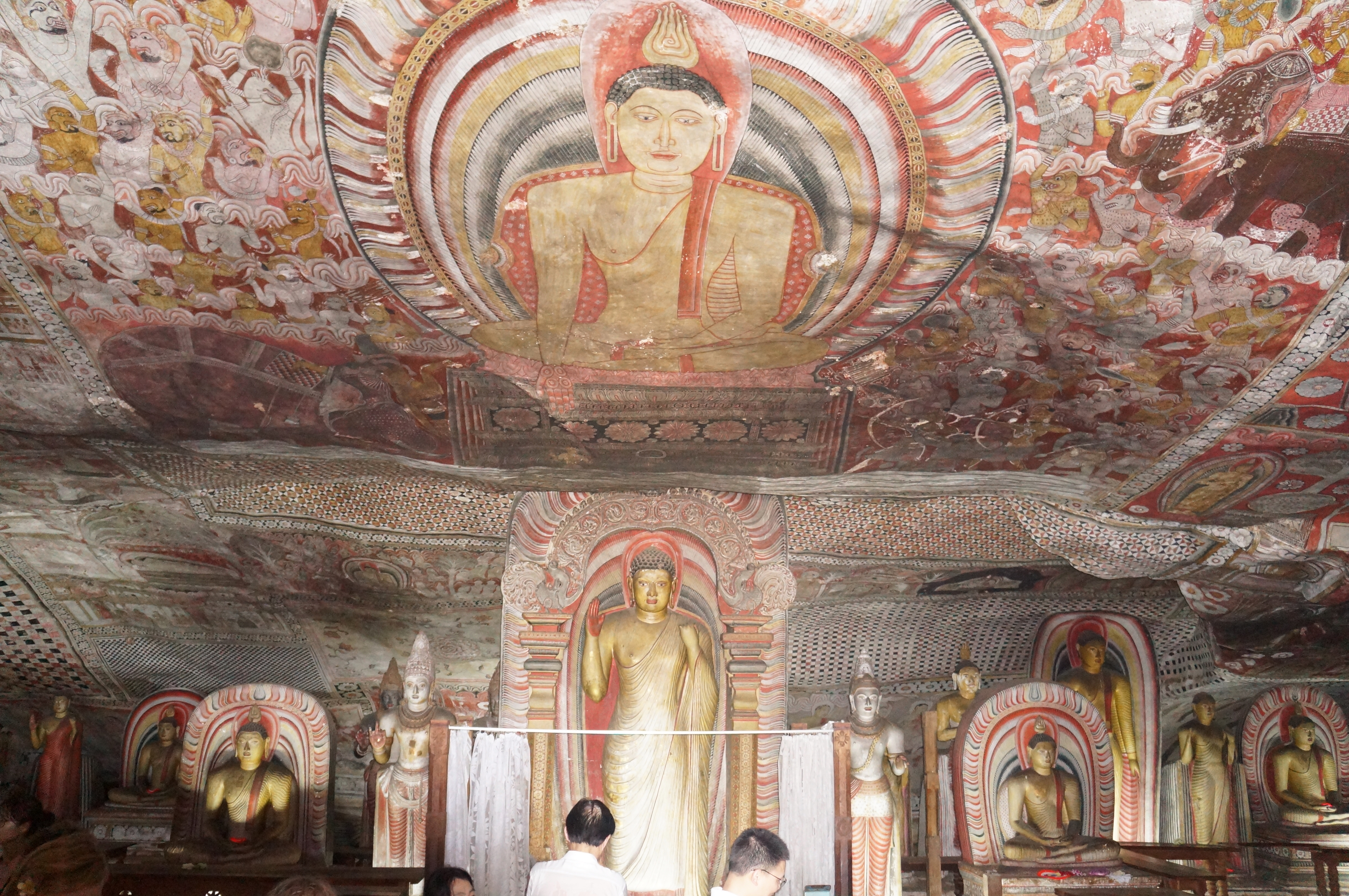
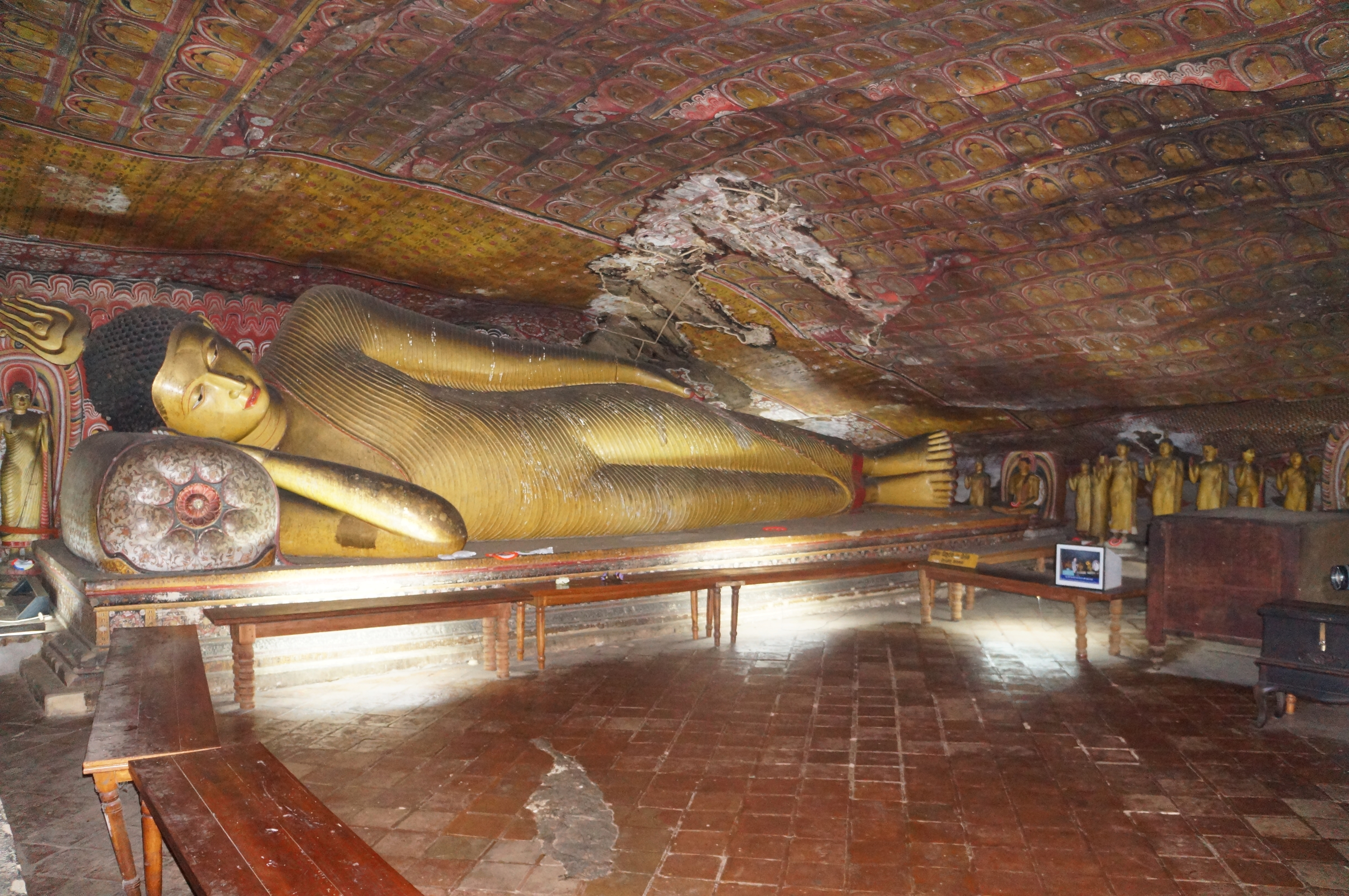
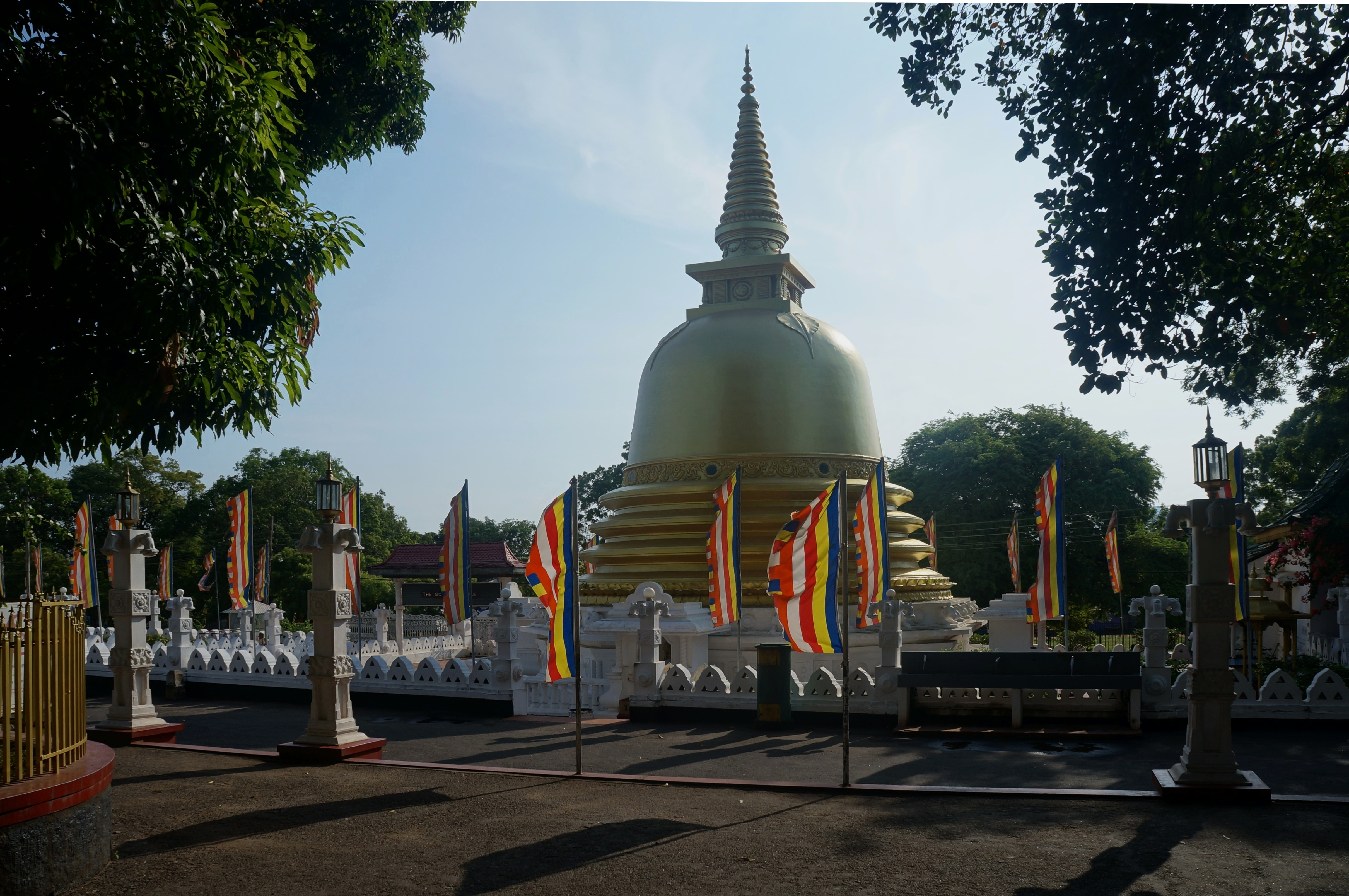
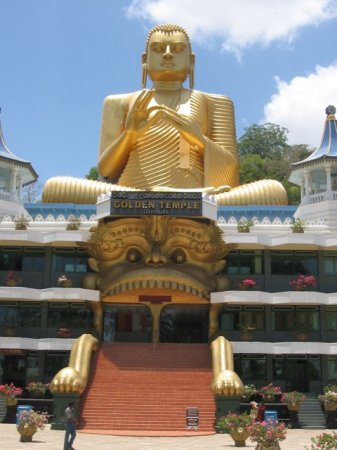

## Fordítás
- Ez a szócikk részben vagy egészben  a   Dambulla című angol Wikipédia-szócikk fordításán alapul.  Az eredeti cikk szerkesztőit annak laptörténete sorolja fel. Ez a jelzés csupán a megfogalmazás eredetét és a szerzői jogokat jelzi, nem szolgál a cikkben szereplő információk forrásmegjelöléseként.